# Jack Harrison
Jack David Harrison (Stoke-on-Trent, 20 november 1996) is een Engels voetballer die doorgaans speelt als vleugelspeler. In juli 2021 verruilde hij Manchester City voor Leeds United, dat hem daarvoor al drie seizoenen huurde.

## Clubcarrière
Harrison werd geboren in Engeland, waar hij in de jeugd speelde van Manchester United. Op veertienjarige leeftijd verhuisde hij naar de Verenigde Staten. Hij ging studeren in Sheffield, Massachusetts, waar hij ook ging voetballen. Tijdens de MLS SuperDraft in 2016 werd hij als eerste gekozen, door Chicago Fire, dat hem daarna ruilde naar New York City. Door een blessure moest hij zijn debuut een paar maanden uitstellen. Dat debuut voor NYCFC kwam voor de vleugelspeler op 21 mei 2016, toen met liefst 0–7 verloren werd van stadsgenoot New York Red Bulls. Harrison mocht van coach Patrick Vieira in de zevenenvijftigste minuut invallen voor Thomas McNamara.
Zijn eerste doelpunt volgde op 3 juni 2016, thuis tegen Real Salt Lake. In de zesenvijftigste minuut kreeg hij de bal van David Villa en opende hij de score. Door doelpunten van Joera Movsisjan, Juan Manuel Martínez en een eigen goal van Frédéric Brillant kwamen de bezoekers met 1–3 voor. Villa benutte drie minuten voor tijd nog een strafschop maar het was niet genoeg voor een punt. Met zijn treffer werd de Engelsman wel de jongste doelpuntenmaker ooit van NYCFC. Aan het einde van het jaar werd Harrison derde in de verkiezing voor talent van het jaar, achter Jordan Morris (Seattle Sounders) en Keegan Rosenberry (Philadelphia Union). Ook de titel voor doelpunt van het jaar won hij niet; hij werd tweede achter Shkëlzen Gashi (Colorado Rapids).
In januari 2018 nam Manchester City Harrison over en hij tekende voor drieënhalf jaar in zijn geboorteland. Direct verhuurde Manchester City hem aan Middlesbrough voor de rest van het seizoen 2017/18. Na vier wedstrijden bij Middlesbrough keerde hij terug naar Manchester City, dat hem direct weer verhuurde aan Leeds United Met Leeds werd hij in het seizoen 2019/20 kampioen van de Championship. Na drie seizoenen op huurbasis maakte hij in juli 2021 de definitieve overstap naar Leeds United. In het voorjaar van 2023 werd zijn verbintenis opengebroken en verlengd tot medio 2028. Voorafgaand aan het seizoen 2023/24 nam Everton de vleugelspeler op huurbasis over. Na afloop van deze jaargang werd de verhuurperiode met een jaar verlengd.

## Clubstatistieken
| Seizoen | Club            | Competitie          | Competitie | Competitie | Beker | Beker | Internationaal | Internationaal | Totaal | Totaal |
| Seizoen | Club            | Competitie          | Wed.       | Dlp.       | Wed.  | Dlp.  | Wed.           | Dlp.           | Wed.   | Dlp.   |
| ------- | --------------- | ------------------- | ---------- | ---------- | ----- | ----- | -------------- | -------------- | ------ | ------ |
| 2016    | New York City   | Major League Soccer | 23         | 4          | 1     | 0     | —              | —              | 24     | 4      |
| 2017    | New York City   | Major League Soccer | 36         | 10         | 1     | 0     | —              | —              | 37     | 10     |
| 2017/18 | Manchester City | Premier League      | —          | —          | —     | —     | —              | —              | 0      | 0      |
| 2017/18 | → Middlesbrough | Championship        | 4          | 0          | 0     | 0     | —              | —              | 4      | 0      |
| 2018/19 | → Leeds United  | Championship        | 39         | 4          | 3     | 0     | —              | —              | 42     | 4      |
| 2019/20 | → Leeds United  | Championship        | 46         | 6          | 3     | 0     | —              | —              | 49     | 6      |
| 2020/21 | → Leeds United  | Premier League      | 36         | 8          | 0     | 0     | —              | —              | 36     | 8      |
| 2021/22 | Leeds United    | Premier League      | 35         | 8          | 3     | 2     | —              | —              | 38     | 10     |
| 2022/23 | Leeds United    | Premier League      | 31         | 4          | 4     | 1     | —              | —              | 35     | 5      |
| 2023/24 | → Everton       | Premier League      | 29         | 3          | 6     | 1     | —              | —              | 35     | 4      |
| 2024/25 | → Everton       | Premier League      | 34         | 1          | 4     | 0     | —              | —              | 38     | 1      |
| Totaal  | Totaal          | Totaal              | 313        | 48         | 25    | 4     | 0              | 0              | 338    | 52     |

Bijgewerkt op 20 juli 2025.

## Erelijst
| Championship | 1 | 2019/20 |